# Sachsen-Coburg
Công quốc Sachsen-Coburg (tiếng Đức: Herzogtum Sachsen-Coburg) là một nhà nước của Đế chế La Mã Thần thánh, được cai trị bởi dòng Ernestine thuộc nhánh trưởng của Nhà Wettin. Phần lớn các lãnh thổ Công quốc của dòng Ernestine đều nằm ở bang Thuringia ngày nay, nhưng Sachsen-Coburg thì lại có lãnh thổ nằm trong bang Bayern, Đức.
Qua quá trình chia tách lãnh thổ của các công quốc Ernestine, Công quốc Sachsen-Coburg được lập ra 2 lần, lần đầu tiên là từ quá trình phân chia lãnh thổ giữa Công tước Johann Casimir và người em trai Công tước Johann Ernst, lúc đầu cả hai anh em là công tước đồng cai trị Sachsen-Coburg-Eisenach, đến năm 1596, họ quyết định chia đất và Johann Casimir nhận Coburg và trở thành công tước của xứ Sachsen-Coburg, trong khi đó người em trai Johann Ernst nhận Eisenach và trở thành công tước xứ Sachsen-Eisenach.
Năm 1633, Công tước Johann Casimir xứ Sachsen-Coburg qua đời mà không có con trai thừa tự, nên Sachsen-Coburg được thừa kế bởi em trai là công tước Johann Ernst xứ Sachsen-Eisenach, thế là Coburg và Eisenach lại có cơ hội tái thống nhất thêm một lần nữa, nhưng rất ngắn ngủi, chỉ 5 năm sau thì công tước Johann Ernst qua đời và lại không có con thừa tự, vì thế Sachsen-Coburg-Eisenach bị phân chia cho Sachsen-Weimar và Sachsen-Altenburg. 

## Biography
- (bằng tiếng Đức) Carl-Christian Dressel, Die Entwicklung von Verfassung und Verwaltung in Sachsen-Coburg 1800 - 1826 im Vergleich [The Development and Comparison of the Constitution and Administration of Saxe-Coburg 1880 – 1826] (Berlin:  Duncker & Humblot, 2007), ISBN 978-3-428-12003-1.
- (bằng tiếng Đức) Thomas Nicklas, Das Haus Sachsen-Coburg – Europas späte Dynastie [The House of Saxe-Coburg — Europe's Last Dynasty] (Stuttgart:  Verlag W[ilhelm]. Kohlhammer Verlag, 2003), ISBN 3-17-017243-3.
- (bằng tiếng Đức) Johann Hübner, Drey hundert drey und dreyßig Genealogische Tabellen: nebst denen darzu gehörigen genealogischen Fragen zur Erläuterung der politischen Historie, mit sonderbahrem Fleiße zusammen getragen, und vom Anfange der Welt biß auff diesen Tag continuiret; Nebst darzu dienlichen Registern [Three Hundred and Thirty Three Genealogical Tables:  Together with those Related Questions of Genealogy to Explain the Political History, Compiled with Great Diligence, and Continuing from the Beginning of the World to This Day; Added Herein with Relevant Records] (Leipzig:  Johann Friedrich Gleditsch, 1708) Table No. 164